# Liu Xin
Liu Xin (ur. ok. 46 p.n.e., zm. 23 n.e.) – chiński uczony, historyk i astronom, działający w okresie rządów Wang Manga.

## Życiorys
Był synem konfucjańskiego uczonego Liu Xianga, z którym razem pracował. Sam również był konfucjanistą, choć skłaniał się ku eklektyzmowi filozoficznemu. Podobnie jak ojciec był zwolennikiem „szkoły starych tekstów” (guwenjia); przypisuje mu się redakcję (lub sporządzenie) wersji takich klasyków jak Księga pieśni, Zhou Li, Księga dokumentów i Zuozhuan. Ojciec i syn wspólnie opracowali katalog księgozbiorów Biblioteki Cesarskiej, noszący nazwę Siedem streszczeń (七略, Qilüe). Z dzieła tego korzystali późniejsi uczeni, m.in. Ban Gu. W Siedmiu streszczeniach Liu Xin podzielił filozofię chińską na 10 głównych szkół: konfucjanizm, taoizm, legizm, motizm, naturalizm, logizm, dyplomatów, eklektyków, rolników i opowiadaczy. Dokonał przy tym pionierskiej próby ukazania ich historycznych źródeł. Jest również znany z przedstawienia genezy warstwy uczonych (ru) w chińskim społeczeństwie.
Choć pochodził z cesarskiego rodu dynastii Han, był przyjacielem Wang Manga, po którego uzurpacji został jednym z głównych ministrów. Pomagał między innymi w rekonstruowaniu starożytnych form rządów, do czego aspirował Wang Mang. Jako polityk przetrwał kilka czystek zwolenników dawnej dynastii, które objęły nawet jego dzieci, lecz w końcu został stracony tuż przed upadkiem Wanga, za udział w spisku przeciw władcy.
Jako ideolog państwa Wanga, uznał go za naturalne następstwo rządów Hanów, w związku z czym, zgodnie z następstwem pięciu elementów „żywiołem” nowego państwa miała być ziemia. Wang Mang przywdziewał więc żółte szaty (kolor ziemi) i używał tego koloru we wszystkich sytuacjach oficjalnych. Na potrzeby nowej dynastii, Liu Xin stworzył też nowy kalendarz (San tong li, 三统曆, dosł. „kalendarz potrójnej zgodności”). Liu uzupełnił dawny system, który łączył czasy obiegu Słońca i Księżyca, o metody obliczania ruchów planet. Na podstawie tych trzech zestawów obliczeń, umieszczał początek wszechświata na 31 yuanów (1 yuan = 4617 lat) przed swoim czasami, w momencie tzw. „wielkiej koniunkcji”, gdy wszystkie ciała niebieskie znajdowały się w jednym punkcie niebios.
Przygotowując model standardowej miary objętości dla Wang Manga, Liu Xin wykorzystywał stosunkowo dokładną wartość π wynoszącą 3,154. Niestety nie zachowały się jego obliczenia tej wartości. Pracował też nad obliczeniami czasu obiegu Jowisza i cyklu zaćmień Słońca. Prawdopodobnie wprowadzał poprawki do Chunqiu i Zuozhuan w oparciu o swoje obliczenia, korygując w nich daty.